# Ochsenkopf (Briefmarke)
Ochsenkopf oder Auerochsenkopf (rumänisch Cap de Bour, englisch Bull's Head oder Moldavian Bulls, französisch Tête de Taureau) ist der Name der ersten moldauischen und damit rumänischen Briefmarken, die 1858 ausgegeben wurden.
Knapp 18 Jahre nachdem One Penny Black, die erste Briefmarke der Welt, in Großbritannien erschienen war, brachte man am 22. Juli 1858 in Iași (dt. Jassy), der Hauptstadt der Moldau, die ersten rumänischen Briefmarken in den Postverkehr. Die Moldau und die Walachei waren zu diesem Zeitpunkt noch getrennte Fürstentümer, beide unter osmanischer Herrschaft. 1862 schlossen sie sich zum neuen Königreich Rumänien zusammen.

## Die erste Ausgabe

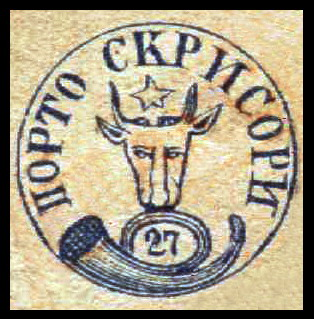
Briefmarke zu 27 Parale der ersten Ausgabe

Die erste Ausgabe zeigt in einem Kreis den Auerochsenkopf mit dem fünfzackigen Stern zwischen den Hörnern, dem Wappen der Moldau. Das Posthorn darunter umschließt den Nominalwert. Rund um den Auerochsenkopf findet sich in kyrillischer Schrift der rumänische Text „Porto Scrisori“, deutsch „Briefporto“. Die vier Nominalwerte dieser ersten Ausgabe, die auch nur knapp 100 Tage lang im Verkehr war, sind recht seltsam: 27, 54, 81 und 108 parale. Eine Besonderheit sind die menschenähnlichen Gesichtszüge des Auerochsen.
Von den insgesamt 24.000 Briefmarken der ersten Ausgabe (6.000 × 27 para, 10.000 × 54 para, 2.000 × 81 para und 6.000 × 108 para) existieren heute nur noch 724 Stück, davon 89 Stück auf Briefumschlägen.

## Die zweite Ausgabe

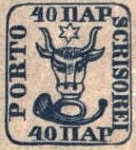
Ochsenkopf à 40 para, 1858

Die zweite Ausgabe besteht aus nur noch drei, nun abgerundeten Nominalwerten von 5, 40 und 80 parale, die das Kopfrechnen leichter machten. Die viereckige Form ermöglichte auch ein genaueres Ausschneiden aus dem Druckbogen. Der rumänische Text „Porto Scrisorei“ bzw. auf dem 5-parale-Ochsenkopf „Porto gazetei“ (deutsch „Zeitungsporto“) findet sich hier in lateinischer Schrift. Die abgekürzte Werteinheit „par“ ist weiterhin kyrillisch. Der Grund dafür ist, dass die rumänischen Fürstentümer unter der osmanischen Herrschaft keine eigenen Münzen prägen durften. Es waren mehrere Münzen aus den umliegenden Ländern im Umlauf, überwiegend aber Münzen russischer Herkunft.

## Der teuerste Ochsenkopf
Der teuerste Ochsenkopf wurde für 135.000 Schweizer Franken (ca. 92.078 €) versteigert (Stand Februar 2008). Es ist ein sehr gut erhaltenes, ungestempeltes Exemplar der ersten Ausgabe, mit dem Nominalwert von 27 parale. Die Briefmarke ist original gummiert und sie wurde aus dem Druckbogen sehr sorgfältig ausgeschnitten: perfekt rechteckig, mit großem Abstand um das gedruckte Bild.

## Die teuerste Zeitung der Welt
Ein Exemplar der Zeitung Zimbrulu si Vulturulu („Wisent und Adler“, wobei der Adler das Wappen der Walachei war) ist mit acht Cap-de-Bour-Marken beklebt, aufgeteilt in zwei Streifen (3+5). Der Wert beträgt heute etwa 3 Millionen Euro. Der Postbeamte in Iași hatte die Briefmarken für acht Zeitungen an einen Empfänger aus Galați alle auf eine Zeitung geklebt. Der Empfänger verkaufte die Zeitung einem Briefmarkensammler für wenig Geld. Seither wurde das Prunkstück ein einziges Mal gesichtet, im Jahr 1969 bei einer Ausstellung in Sofia. Ein eidgenössischer Briefmarkenliebhaber soll die Zeitung gekauft haben. Sie liegt auf jeden Fall in der Schweiz im Schließfach einer Bank (Stand Februar 2008).